# Matthew Stevens
Matthew Stevens (Carmarthen, 11 settembre 1977) è un giocatore di snooker gallese.
È da sempre un giocatore amante dei match lunghi e della Tripla Corona con cui ha fatto strada nei primi anni di carriera.

## Carriera
Matthew Stevens è diventato professionista nel 1994.

### Le prime finali importanti (1998-2005)
Nel 1998 è arrivato inaspettatamente in finale allo UK Championship perdendo poi 10-6 contro lo scozzese John Higgins. Arrivò ad un passo dalla vittoria in questo torneo anche l'anno successivo perdendo contro il connazionale Mark Williams.
Stevens stupì ancora nella stagione 1999-2000 arrivando, nonostante l'età giovane e nessun titolo Ranking conquistato a vincere il Masters contro Ken Doherty e in finale al Campionato mondiale in una sfida tutta gallese persa con Williams. Intanto ad inizio stagione ha trionfato insieme a Darren Morgan, Mark Williams e Dominic Dale in Nations Cup.
Nel 2003 Stevens vinse il primo torneo Ranking allo UK Championship battendo Stephen Hendry.
Nel 2005 perse per la seconda volta il Campionato mondiale contro l'inglese Shaun Murphy.

### Il declino (2005-)
Dopo le varie delusione con le molte finali perse, Stevens incappò in vari risultati deludenti a cominciare dalla stagione 2005-2006 dove il gallese arrivò a vincere due titoli Non-Ranking (Northern Ireland Trophy e Pot Black), mentre nei titoli validi per la classifica arrivò al massimo al terzo turno nel Welsh Open.
Le cose vanno peggio nella stagione 2006-2007 dove Stevens, a secco di successi e piazzamenti importanti, arriva ai quarti del Campionato del mondo ma perde 13-12 contro Murphy dopo essere stato avanti 11-5 e 12-7 scendendo al 20º posto nel Ranking finale.
Negli anni successivi Stevens non fece di meglio, continuando però a fare buoni cammini nei tornei della Tripla Corona giungendo in semifinale al Campionato mondiale 2012 e ai quarti allo UK Championship 2012.
Il 3 marzo 2013 Stevens perse la finale del World Open contro Mark Allen e, sempre contro il nordirlandese, viene sconfitto in semifinale all'International Championship 2018 poi vincitore del torneo.

## Vita privata
Matthew Stevens era un amico del giocatore Paul Hunter, morto il 9 ottobre 2006 dopo una lunga battaglia ad un tumore neuroendocrino. Ha svolto l'attività di addetto alle onoranze funebri durante il funerale.
Nel 2015 è stato dichiarato in bancarotta nello stesso periodo in cui ha divorziato con Claire Holloway, con cui ha avuto i due figli Freddie e Ollie, nati rispettivamente nel 2004 e nel 2008.

## Ranking
| Stagione  | Ranking iniziale | Ranking finale |
| --------- | ---------------- | -------------- |
| 1994-1995 | Non classificato | 236            |
| 1995-1996 | 236              | 67             |
| 1996-1997 | 67               | 53             |
| 1997-1998 | 53               | 26             |
| 1998-1999 | 26               | 9              |
| 1999-2000 | 9                | 6              |
| 2000-2001 | 6                | 6              |
| 2001-2002 | 6                | 8              |
| 2002-2003 | 8                | 9              |
| 2003-2004 | 9                | 6              |
| 2004-2005 | 6                | 4              |
| 2005-2006 | 4                | 14             |
| 2006-2007 | 14               | 20             |
| 2007-2008 | 20               | 17             |
| 2008-2009 | 17               | 26             |
| 2009-2010 | 26               | 25             |
| 2010.2011 | 25               | 14             |
| 2011-2012 | 14               | 10             |
| 2012-2013 | 10               | 14             |
| 2013-2014 | 14               | 22             |
| 2014-2015 | 19               | 28             |
| 2015-2016 | 28               | 44             |
| 2016-2017 | 44               | 55             |
| 2017-2018 | 55               | 47             |
| 2018-2019 | 47               | 43             |
| 2019-2020 | 43               | 33             |
| 2020-2021 | 33               |                |

### Break Massimi da 147: 1
| N° | Anno | Competizione              | Avversario     | Note   |
| -- | ---- | ------------------------- | -------------- | ------ |
| 1  | 2011 | Players Tour Championship | Michael Wasley | [ 21 ] |

## Tornei vinti

### Titoli Non-Ranking: 7
| Titoli Ranking  | Titoli Ranking | Titoli Ranking | Titoli Ranking |
| --------------- | -------------- | -------------- | -------------- |
| Competizione    | Anno           | Avversario     | Note           |
| UK Championship | 2003           | Stephen Hendry | [ 5 ]          |

| Titoli Non-Ranking           | Titoli Non-Ranking | Titoli Non-Ranking | Titoli Non-Ranking |
| ---------------------------- | ------------------ | ------------------ | ------------------ |
| Competizione                 | Anno               | Avversario         | Note               |
| The Masters                  | 2000               | Ken Doherty        | [ 3 ]              |
| Benson & Hedges Championship | 1995               | Paul McPhillips    | [ 22 ]             |
| Belgian Masters              | 1995               | Patrick Delsemme   |                    |
| Scottish Masters             | 1999               | John Higgins       | [ 23 ]             |
| Northern Ireland Trophy      | 2005               | Stephen Hendry     | [ 9 ]              |
| Pot Black                    | 2005               | Shaun Murphy       | [ 10 ]             |
| Championship League          | 2011               | Shaun Murphy       | [ 24 ]             |

| In squadra   | In squadra                                       | In squadra | In squadra |
| ------------ | ------------------------------------------------ | ---------- | ---------- |
| Competizione | Anno/Compagno                                    | Avversario | Note       |
| Nations Cup  | 1999/ Darren Morgan, Mark Williams, Dominic Dale | Scozia     | [ 25 ]     |

## Finali perse

### Titoli Non-Ranking: 1
| Titoli Ranking       | Titoli Ranking | Titoli Ranking               | Titoli Ranking |
| -------------------- | -------------- | ---------------------------- | -------------- |
| Competizione         | Anno           | Avversario                   | Note           |
| Campionato mondiale  | 2000 - 2005    | Mark Williams - Shaun Murphy | [ 4 ] [ 6 ]    |
| UK Championship      | 1998 - 1999    | John Higgins - Mark Williams | [ 1 ] [ 2 ]    |
| Irish Masters        | 2005           | Ronnie O'Sullivan            | [ 26 ]         |
| Bahrain Championship | 2008           | Neil Robertson               | [ 27 ]         |
| World Open           | 2013           | Mark Allen                   | [ 15 ]         |

| Titoli Non-Ranking   | Titoli Non-Ranking | Titoli Non-Ranking | Titoli Non-Ranking |
| -------------------- | ------------------ | ------------------ | ------------------ |
| Competizione         | Anno               | Avversario         | Note               |
| Pontins Professional | 1999               | Jimmy White        | [ 28 ]             |

| In squadra   | In squadra                                       | In squadra  | In squadra |
| ------------ | ------------------------------------------------ | ----------- | ---------- |
| Competizione | Anno/Compagno                                    | Avversario  | Note       |
| Nations Cup  | 2000/ Darren Morgan, Mark Williams, Dominic Dale | Inghilterra | [ 29 ]     |

- Players Tour Championship: 1 (Kay Suzanne Memorial Trophy 2011)